# Diplurodes owadai
Diplurodes owadai är en fjärilsart som beskrevs av Inoue 1978. Diplurodes owadai ingår i släktet Diplurodes och familjen mätare. Inga underarter finns listade i Catalogue of Life.